# 范纯佑
范纯佑（1024年—1063年），蘇州吳縣（今江蘇省蘇州市）人，北宋政治家范仲淹長子。

## 生平
自幼警悟，明敏过人，见富弼家办丧事，随葬品全是锡制品，卻漆成黃金的樣子。纯佑認為外人以為是金器，便有掘墓之虞。早年拜胡瑗为师。通兵书，学道家能出神。隨父抵禦西夏，慶曆二年（1042年）三月与赵明在庆州东北修建大顺城。有子范正臣為北宋太常寺太祝。范纯佑四十岁时病逝。